# الدمعة الحمراء (مسلسل 1980)
مسلسل سعودي بدوي أنتج عام 1980 من إخراج منذر النفوري وتأليف الأمير محمد أحمد السديري وبطولة محمد العلي و النجمة الكبيرة سامية الجزائري ناهد حلبي و سعد خضر و عبد الرحمن الخريجي .

## الممثلون
1. سامية الجزائري.
2. محمد العلي (وافي).
3. ناهد حلبي (شيمة).
4. سعد خضر (مرضي).
5. عبد الرحمن الخريجي (العراف).
6. داوود جلاجل.
7. مها المصري.
8. عادل عفانة.
9. مروان حداد.
10. نجوى صدقي.

## وصلات خارجية
المسلسل موقع السينما